# 金子隆芳
金子 隆芳（かねこ たかよし、1928年〈昭和3年〉5月17日 - 2022年〈令和4年〉7月2日）は、日本の心理学者。文学博士。専門領域は知覚心理学、色彩学。筑波大学名誉教授。日本心理学会元理事長。社会的活動としては、日本色覚差別撤廃の会会長を務めた。位階勲等は正四位瑞宝中綬章。

## 経歴
- 1952年: 東京文理科大学卒業。
- 1954年: ミズーリ大学大学院修士課程修了。
- 1957年: 東京教育大学大学院教育学研究科博士課程退学。
- 1963年:「主として物体色における心理学的等歩度色彩空間に関する研究」で東京教育大学文学博士[4]。
- 1966年: 東京教育大学教育学部助教授。
- 1974年: 東京教育大学教育学部教授。
- 1975年: 筑波大学心理学系教授。
- 1992年: 筑波大学定年退職。

その後、日本大学大学院芸術学研究科非常勤講師等を務めた。
「石原式色覚異常検査表」に代わる新しい学校教育用色覚検査表「色のなかまテスト」（Color Mate Test、CMT）を眼科医の高柳泰世と共同で開発。自らが色覚異常であることを公表し、日本色覚差別撤廃の会会長として活動した。
- 2004年 日本色彩学会賞受賞。
- 2019年（令和元年）秋の叙勲で瑞宝中綬章を受章[2][3]。
- 2022年（令和4年）7月2日、死去。94歳没。死没日付で正四位に叙された[1]。

## 栄典
- 2019年（令和元年）11月3日 - 瑞宝中綬章[2][3]
- 2022年（令和4年）7月2日 - 正四位[1]

## 著書・訳書
- イエ・エヌ・ソコーロフ 著、金子隆芳・鈴木宏哉 訳『知覚と条件反射 : 知覚の反射的基礎』世界書院〈現代ソヴェト条件反射選書〉、1965年。
- 金子隆芳『色の科学 : その精神物理学』みすず書房〈みすず科学ライブラリー〉、1968年。
- グレゴリー 著、金子隆芳 訳『インテリジェント・アイ』みすず書房〈みすず科学ライブラリー〉、1972年。
- 金子隆芳、古崎敬編著『現代心理学要説』日本文化科学社、1977年。
- M.A.アービッブ 著、金子隆芳 訳『脳 : 思考と行動の源をさぐる』サイエンス社〈サイエンス叢書〉、1978年。
- D.A.ドンディス 著、金子隆芳 訳『形は語る : 視覚言語の構造と分析』サイエンス社〈サイエンス叢書〉、1979年。
- 金子隆芳編『現代心理学要論』教育出版、1982年。ISBN 4-316-32590-6。
- G.D.ワッセルマン 著、金子隆芳 訳『分子生物学からみた神経心理学』サイエンス社、1984年。ISBN 4-7819-0378-9。
- 金子隆芳『色彩の科学』岩波書店〈岩波新書〉、1988年。ISBN 4-00-430044-4。
- 金子隆芳『色彩の心理学』岩波書店〈岩波新書〉、1990年。ISBN 4-00-430134-3。
- 金子隆芳ほか編著『心理学辞典』教育出版、1991年。ISBN 4-316-38570-4。
- M.A.アービブ 著、金子隆芳 訳『ニューラルネットと脳理論』サイエンス社〈Information & computing〉、1992年。ISBN 4-7819-0646-X。
- D.M.マッケイ 著、金子隆芳 訳、V.マッケイ編 編『ビハインド・アイ : 脳の情報処理から何を学ぶか』新曜社、1993年。ISBN 4-7885-0441-3。
- J.ダビドフ 著、金子隆芳 訳『色彩の認知新論』マグロウヒル出版、1993年。ISBN 4-89501-575-0。
- 金子隆芳『色の科学 : その心理と生理と物理』朝倉書店〈色彩科学選書〉、1995年。ISBN 4-254-10537-1。
- G.M.エーデルマン 著、金子隆芳 訳『脳から心へ : 心の進化の生物学』新曜社、1995年。ISBN 4-7885-0519-3。
- 高柳泰世、金子隆芳『色覚異常に配慮した色づかいの手引き : 色彩バリアフリーマニュアル』ぱすてる書房、1998年。ISBN 4-938732-45-9。
- テレンス・W.ディーコン 著、金子隆芳 訳『ヒトはいかにして人となったか : 言語と脳の共進化』新曜社、1999年。ISBN 4-7885-0671-8。
- 金子隆芳『色の科学 : その心理と生理と物理 新装版』朝倉書店〈色彩科学選書〉、2023年。ISBN 978-4-254-10541-4。

## 論文
- 金子隆芳、小保内虎夫「感應理論の研究 (第39報告) 感應における刺戟の強さ, 分量および距離の要因」『心理学研究』第23巻第2号、日本心理学会、1953年、doi:10.4992/jjpsy.23.73。
- 金子隆芳「The Psychological Abstractの有効指数について」『心理学研究』第26巻第6号、日本心理学会、1956年、doi:10.4992/jjpsy.26.413。
- 小保内虎夫と共著 "Spatiotemporal Characteristics of excitation and inhibition in the retino-cerebral fields", Japanese Psychological Research, Vol. 1, No. 7, 1959
- 金子隆芳「周辺視野明度と色の純度差弁別について」『心理学研究』第29巻第3号、日本心理学会、1958年、doi:10.4992/jjpsy.29.181。
- 金子隆芳「脳波研究の発展と教育心理学への寄与」『教育心理学研究』第6巻第2号、日本教育心理学会、1958年、doi:10.5926/jjep1953.6.2_49。
- 金子隆芳「主として Kleene と von Neumann による神経網理論の基礎的研究について」『科学基礎論研究』第4巻第2号、科学基礎学会、1959年、doi:10.4288/kisoron1954.4.60。
- 金子隆芳「色の見え方の諸条件とその様相」『心理学評論』第3巻第2号、心理学評論刊行会、1959年、doi:10.24602/sjpr.3.2_162。
- 金子隆芳「IQ 軸の心理物理的妥当性」『テレヴィジョン学会』第4巻第2号、映像情報メディア学会、1963年、doi:10.3169/itej1954.17.519。
- "Hyperbolic chromatic value coordinates system", Acta Chromatica, Vol. 1, 1963
- "A study on rapid declining processes of color sensation", Acta Chromatica, Vol. 2, 1963
- 金子隆芳「均等色差色空間構成の諸問題」『心理学研究』第35巻第4号、日本心理学会、1965年、doi:10.4992/jjpsy.35.306。
- 金子隆芳「オプチカル・アートとその視覚効果」『心理学評論』第16巻第2号、心理学評論刊行会、1973年、doi:10.24602/sjpr.16.2_119。
- "Development and present status of psychology in Japan", In A. R. Gilgen (ed.) International Handbook of Psychology, Green Wood Press, 1987